# Robert Loraine
Robert Loraine (14 de enero de 1876 – 23 de diciembre de 1935) fue un actor teatral y cinematográfico británico, con una provechosa carrera en el ambiente teatral londinense y en el circuito de Broadway. Además fue director teatral y, más adelante, pionero de la aviación, acreditado por el primer uso, en 1910, del término joy-stick para referirse al cloche, el término francés utilizado mayormente en la época para la palanca de mando del avión.

## Inicios
Nacido en Merseyside, Inglaterra, su padre era Henry Loraine. Loraine trabajó por vez primera como actor teatral en provincias en 1889. En 1905 presentó la obra de George Bernard Shaw Hombre y superhombre en Broadway.

## Carrera teatral
Loraine fue un actor versátil, con éxito tanto en piezas serias como en obras ligeras pensadas para el entretenimiento. Se le asoció, principalmente, con la obra de George Bernard Shaw, tomando el papel de John Tanner y sustituyendo a Harley Granville-Barker en la segunda puesta en escena de Hombre y superhombre llevada a cabo en el  Royal Court Theatre.  También consiguió el aplauso de la crítica por sus trabajos en obras de William Shakespeare y August Strindberg.

## Aviación
En 1909 Loraine se interesó por la nueva tecnología de la aviación, aprendiendo a volar en la escuela de Louis Bleriot en Pau, Francia. Después se enfocó en volar con los biplanos Farman III, con los cuales logró una gran fama. En septiembre de 1910 hizo el que fue considerado el primer vuelo de aeroplano desde Inglaterra a Irlanda, aunque realmente cayó al mar a 60 metros de la orilla. Su diario es citado por el Oxford English Dictionary como el primer ejemplo escrito de la palabra joy-stick utilizada para describir los controles de un aeroplano.

## Carrera militar
Loraine sirvió en la Segunda Guerra Anglo-Bóer (1899-1902) como voluntario entre 1899 y 1901. Durante la Primera Guerra Mundial voló con el Real Cuerpo Aéreo, ganando la Cruz Militar y la Orden del Servicio Distinguido en 1917, resultando en dos ocasiones seriamente herido. Al final de la guerra había alcanzado el grado de Teniente General.

## Vida personal
Loraine se casó con Julie Opp. Tras su divorcio se casó con Winifred Lydia, hija de Sir Robert Strangman. El matrimonio tuvo tres hijas.
Robert Loraine falleció en 1935 en Londres, Inglaterra.

## Selección de su filmografía
- Bentley's Conscience (1922)
- Birds of Prey (1930)